# Parasemia rosea
Parasemia rosea là một loài bướm đêm thuộc phân họ Arctiinae, họ Erebidae.